# 硫酸镨铵
硫酸镨铵是一种无机化合物，化学式为NH4Pr(SO4)2，或写作(NH4)2SO4·Pr2(SO4)3。它的四水合物可由硫酸镨和硫酸铵在水溶液中反应得到：
Pr2(SO4)3 + (NH4)2SO4 + 4 H2O → 2 NH4Pr(SO4)2·4H2O
它的四水合物加热分解，可以得到无水物。无水物在高温下进一步分解，经Pr2O2SO4，最终生成Pr2O3。